# Arothron meleagris
O peixe-balão-pintado (Arothron meleagris) é um peixe-balão do gênero Arothron. O corpo deste peixe-balão está coberto de espinhos.